# Tropidurus cocorobensis
Tropidurus cocorobensis är en ödleart som beskrevs av  Rodrigues 1987. Tropidurus cocorobensis ingår i släktet Tropidurus och familjen Tropiduridae. Inga underarter finns listade i Catalogue of Life.